# Chương Thị Kiều

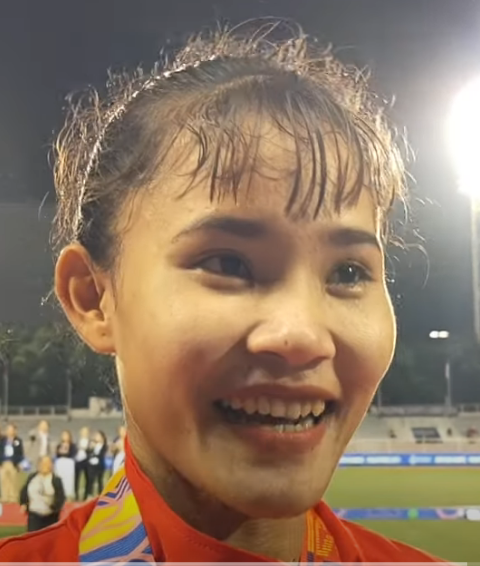
Chương Thị Kiều (2019)

Chương Thị Kiều (* 19. August 1995 in Ho-Chi-Minh-Stadt) ist eine vietnamesische Fußballnationalspielerin.

## Karriere

### Verein
Chương startete ihre Karriere in der Jugend des Than Po HCM Ho Chi Minh City FC. Im Frühjahr 2011 rückte sie in die erste Mannschaft von TP HCM auf und wurde 2012 mit dem Verein Meister der V-League.

### Nationalmannschaft
Chương gab ihr A-Länderspiel Debüt für die Vietnamesische Fußballnationalmannschaft der Frauen im Rahmen des Fußball-Südostasienmeisterschaft der Frauen. Ein jahr später vertrat sie Vietnam, im Frauenfußballwettbewerb des Südostasienspiele 2013 in Myanmar.

## Erläuterungen/Einzelnachweise
1. ↑  Chương Thị Kiều (TP.HCM): Sự trở lại của trung vệ thép
2. ↑  Chương Thị Kiều (TP.HCM): Sự trở lại của trung vệ thép
3. ↑  Vietnam - List of Women Champions
4. ↑  Chương Thị Kiều trở lại tuyển nữ quốc gia
5. ↑  Trung vệ Chương Thị Kiều: Trẻ nhưng không 'non'

| Personendaten    | Personendaten                   |
| ---------------- | ------------------------------- |
| NAME             | Chương, Thị Kiều                |
| KURZBESCHREIBUNG | vietnamesische Fußballspielerin |
| GEBURTSDATUM     | 19. August 1995                 |
| GEBURTSORT       | Ho-Chi-Minh-Stadt, Vietnam      |